# Nathalie Delattre
Nathalie Delattre (ur. 2 grudnia 1968 w Aubervilliers) – francuska polityk i działaczka samorządowa, minister delegowany, przewodnicząca Partii Radykalnej.

## Życiorys
Uzyskała dyplom DEUG w instytucie studiów prawnych i ekonomicznych w Périgueux, a w 1990 licencjat z prawa na Université Bordeaux-IV. W 2006 uzyskała dyplom uniwersytecki degustatora wina. Zajęła się prowadzeniem winnicy.
Pod koniec lat 80. dołączyła do Partii Radykalnej (należącej wówczas do UDF). Była asystentką deputowanego, pracowała też w radzie regionalnej Akwitanii. W latach 2008–2017 pełniła funkcję zastępczyni mera Bordeaux, pozostała później radną miejską. W 2015 wybrana na radną nowego regionu administracyjnego, mandat wykonywała do 2017. W 2017 weszła w skład Senatu po rezygnacji jednego z członków tej izby. Została wybrana na kolejną kadencję w 2020. Zajmowała stanowisko wiceprzewodniczącej izby wyższej francuskiego parlamentu.
W 2014 powołana na sekretarza generalnego Partii Radykalnej. We wrześniu 2024 zastąpiła Laurenta Hénarta na funkcji przewodniczącego tej partii. W tym samym miesiącu w rządzie Michela Barniera objęła stanowisko ministra delegowanego przez premierze do spraw kontaktów z parlamentem. W grudniu 2024 w nowo powstałym gabinecie François Bayrou została natomiast ministrem delegowanym do spraw turystyki (przy ministrze gospodarki, finansów oraz suwerenności przemysłowej i cyfrowej).